# 변분법
변분법(變分法, 영어: calculus of variations)이란 미적분학의 한 분야로, 일반 미적분학과는 달리 범함수를 다룬다. 이런 미적분학은 알려지지 않은 함수와 이 함수의 도함수를 다루는데, 주로, 어떠한 값을 최대화 하거나, 최소화하는 함수 모양이 어떻게 되는가를 다룬다.

## 정류값
변분법은 범함수의 극댓값, 극솟값을 연구하는데, 이를 합쳐서 정류값이라 한다. 함수가 변수에 의존하듯이, 범함수는 함수에 의존하므로 흔히 함수의 함수로 설명한다. 범함수는 정의역의 원소인 {\displaystyle y}에 대해 정류값을 갖는다. 범함수 {\displaystyle J[y]}가 함수 {\displaystyle f}에서 정류값을 갖는다는 것은 {\displaystyle \Delta J=J[y]-J[f]}이 {\displaystyle f}의 미소근방에서 같은 부호를 갖는다는 것이다. 함수 {\displaystyle f}은 ‘’정류‘’함수 또는 정류점이라 한다. 정류값 {\displaystyle J[f]}은 {\displaystyle f}의 미소근방에서 {\displaystyle \Delta J\leq 0}이면 극댓값이라 하고 {\displaystyle \Delta J\geq 0}이면 극솟값이라 한다.

## 오일러-라그랑주 방정식
오일러-라그랑주 방정식은 함수 {\displaystyle q}의 함수인 범함수 {\displaystyle S}를 최소나 최대로 하는 함수 {\displaystyle q\left(t\right)}를 찾기 위한 것이다. 여기서 {\displaystyle S}는
{\displaystyle \displaystyle S(q)=\int _{a}^{b}L(t,q(t),q'(t))\,\mathrm {d} t}
이다. 여기서:
- {\displaystyle q}는 구하고자 하는 함수이며, 다음과 같은 성질을 만족한다:
{\displaystyle {\begin{aligned}q\colon [a,b]\subset \mathbb {R} &\to X\\t&\mapsto x=q(t)\end{aligned}}}

여기서 {\displaystyle q}는 미분 가능한 함수고, {\displaystyle q\left(a\right)=x_{a},q\left(b\right)=x_{b}}로 정해져 있다.
- {\displaystyle q'}는 {\displaystyle q}를 미분한 함수이다.

### 오일러-라그랑주 방정식의 증명.
함수 {\displaystyle f} 가, 경계값 조건 {\displaystyle f\left(a\right)=c,f\left(b\right)=d}를 만족하고, 다음과 같이 주어지는 범함수 {\displaystyle J}를 최대 또는 최소로 만든다고 하자.
{\displaystyle J[f]=\int _{a}^{b}F(x,f(x),f'(x))\,dx.\,\!}
여기서 {\displaystyle F}가 연속적인 편미분값을 가진다고 가정한다.
만일 {\displaystyle f}가 범함수{\displaystyle J}를 최대, 최소로 한다고 하면, {\displaystyle f}에 매우 작은 변화를 가했을 때,
{\displaystyle J}의 값이 늘거나({\displaystyle f}가 {\displaystyle J}를 최소화할때) , {\displaystyle J}의 값이 줄 수 있다({\displaystyle f}가 {\displaystyle J}를 최대화할때).
여기서 {\displaystyle f}에 매우 작은 변화를 준 함수 {\displaystyle g_{\epsilon }\left(x\right)=f\left(x\right)+\epsilon \eta \left(x\right)}를 도입하자.
여기서 {\displaystyle \eta \left(x\right)}는 {\displaystyle \eta \left(a\right)=\eta \left(b\right)=0}를 만족하는 미분가능한 함수이다.
이제, {\displaystyle y} 대신 {\displaystyle g_{\epsilon }(x)}를 넣은 {\displaystyle J}는 다음과 같은 함수가 된다.
{\displaystyle J(g_{\epsilon }(x))=\int _{a}^{b}F(x,g_{\epsilon }(x),g_{\varepsilon }'(x))\,dx.\,\!}
이제 {\displaystyle J}를 {\displaystyle \epsilon }에 대해 미분한 전미분을 구하면,
{\displaystyle {\frac {\mathrm {d} J}{\mathrm {d} \varepsilon }}=\int _{a}^{b}{\frac {\mathrm {d} F}{\mathrm {d} \epsilon }}(x,g_{\varepsilon }(x),g_{\varepsilon }'(x))\,dx.}
전미분의 정의에서 다음과 같은 식이 나오며,
{\displaystyle {\frac {\mathrm {d} F}{\mathrm {d} \epsilon }}={\frac {\partial F}{\partial x}}{\frac {\partial x}{\partial \varepsilon }}+{\frac {\partial F}{\partial g_{\varepsilon }}}{\frac {\partial g_{\varepsilon }}{\partial \varepsilon }}+{\frac {\partial F}{\partial g'_{\varepsilon }}}{\frac {\partial g'_{\varepsilon }}{\partial \varepsilon }}=\eta (x){\frac {\partial F}{\partial g_{\varepsilon }}}+\eta '(x){\frac {\partial F}{\partial g_{\varepsilon }'}}.}
그러므로
{\displaystyle {\frac {\mathrm {d} J}{\mathrm {d} \epsilon }}=\int _{a}^{b}\left[\eta (x){\frac {\partial F}{\partial g_{\varepsilon }}}+\eta '(x){\frac {\partial F}{\partial g_{\varepsilon }'}}\,\right]\,dx.}
만약 {\displaystyle \epsilon =0}이 되면 {\displaystyle g_{\epsilon }=f}이고, {\displaystyle f} 가 {\displaystyle J}를 극값으로 만드는 함수이므로, {\displaystyle J'(0)=J'(g_{\epsilon })_{\epsilon =0}=J'(f)=0} 이고,
{\displaystyle J'(0)=\int _{a}^{b}\left[\eta (x){\frac {\partial F}{\partial f}}+\eta '(x){\frac {\partial F}{\partial f'}}\,\right]\,dx=0.}
좀 더 정리하기 위해, 두 번째 항에 부분적분을 한다. 그러면 다음과 같은 식을 얻는다.
{\displaystyle 0=\int _{a}^{b}\left[{\frac {\partial F}{\partial f}}-{\frac {d}{dx}}{\frac {\partial F}{\partial f'}}\right]\eta (x)\,dx+\left[\eta (x){\frac {\partial F}{\partial f'}}\right]_{a}^{b}.}
{\displaystyle \eta (a)=\eta (b)=0} 이므로,
{\displaystyle 0=\int _{a}^{b}\left[{\frac {\partial F}{\partial f}}-{\frac {d}{dx}}{\frac {\partial F}{\partial f'}}\right]\eta (x)\,dx.\,\!}
변분법의 기본정리를 적용하면, 다음과 같은 오일러-라그랑주 방정식을 얻는다. {\displaystyle 0={\frac {\partial F}{\partial f}}-{\frac {d}{dx}}{\frac {\partial F}{\partial f'}}.}
({\displaystyle \because }(a,b)에서의 모든 컴팩트이면서 매끄러운 함수 {\displaystyle \eta (t)}에 대해 {\displaystyle {\frac {\partial F}{\partial f}}-{\frac {d}{dx}}{\frac {\partial F}{\partial f'}}=0})

## 오일러-라그랑주 방정식의 응용

### 두 점을 지나는 가장 짧은 곡선
2차원 좌표평면상에 두 점 {\displaystyle \left(a,y_{a}\right)}와 {\displaystyle \left(b,y_{b}\right)}가 있다고 하자. 그렇다면 이 두 점을 연결하는 가장 짧은 곡선은 다음과 같은 범함수 {\displaystyle L}를 최소로 만드는 곡선이다.
{\displaystyle L\left[f\right]=\int _{a}^{b}{\sqrt {1+f'\left(x\right)^{2}}}\,dx}
여기서 {\displaystyle f}의 경우 두 점을 지나야 하므로 {\displaystyle f\left(a\right)=y_{a},f\left(b\right)=y_{b}}를 만족하는 함수이다.
위에서 증명한 오일러-라그랑주 방정식을 적용하게 되면, 함수 {\displaystyle f}는
{\displaystyle 0=-{\frac {d}{dx}}{\frac {\partial }{\partial f'}}{\sqrt {1+f'\left(x\right)^{2}}}}
를 만족하여야 한다. 식을 조금 정리해보면,
{\displaystyle {\begin{matrix}0&=&{\frac {d}{dx}}{\frac {\partial }{\partial f'}}{\sqrt {1+f'\left(x\right)^{2}}}\\&=&{\frac {d}{dx}}{\frac {f'\left(x\right)}{\sqrt {1+f'\left(x\right)^{2}}}}\end{matrix}}}
평균값 정리에 의해 미분해서 0이되는 함수는 그 구간에선 상수함수이므로,
{\displaystyle {\frac {f'\left(x\right)}{\sqrt {1+f'\left(x\right)^{2}}}}=k}
가 되고, 좌변의 분모를 양변에 곱한 후 양변을 제곱하여 정리하면 {\displaystyle f'\left(x\right)}에 대한 이차방정식이므로 다음과 같은 해를 얻을 수 있다.
{\displaystyle f'\left(x\right)=C}
따라서 두 점 사이의 곡선중 길이가 최소인 곡선은 {\displaystyle f\left(x\right)=Cx+D}를 만족하는 직선이다.

### 페르마의 원리
페르마의 원리는 빛이 광로를 극소로 하는 경로를 따라 진행한다고 말한다. x좌표가 경로 {\displaystyle y=f(x)}의 매개변수일 때 광로는
{\displaystyle A[f]=\int _{x=x_{0}}^{x_{1}}n(x,f(x)){\sqrt {1+f'(x)^{2}}}dx,\,}
으로 주어진다. 굴절률 {\displaystyle n(x,y)}는 매질에 따라 달라진다.
{\displaystyle f(x)=f_{0}(x)+\varepsilon f_{1}(x)}을 이용하면 A의 일계 변분(A의 ε에 대한 일계 도함수)는
{\displaystyle \delta A[f_{0},f_{1}]=\int _{x_{0}}^{x_{1}}\left[{\frac {n(x,f_{0})f_{0}'(x)f_{1}'(x)}{\sqrt {1+f_{0}'(x)^{2}}}}+n_{y}(x,f_{0})f_{1}{\sqrt {1+f_{0}'(x)^{2}}}\right]dx.}
이다. 첫째항에 대해 부분적분을 하면 오일러-라그랑주 공식을 얻게된다.
{\displaystyle -{\frac {d}{dx}}\left[{\frac {n(x,f_{0})f_{0}'}{\sqrt {1+f_{0}'^{2}}}}\right]+n_{y}(x,f_{0}){\sqrt {1+f_{0}'(x)^{2}}}=0.\,}
빛의 경로는 위 식을 적분함으로써 결정된다. 이 유도는 라그랑주 광학, 해밀턴 광학에 이용된다.

#### 스넬의 법칙
빛이 렌즈를 들어가거나 나갈때 굴절률은 불연속이다.
{\displaystyle n(x,y)=n_{-}\quad {\hbox{if}}\quad x<0,\,}
{\displaystyle n(x,y)=n_{+}\quad {\hbox{if}}\quad x>0,\,}
이라 하자. (여기서 {\displaystyle n_{-}}, {\displaystyle n_{+}}은 상수이다.) 오일러 라그랑주 공식은 x<0 또는 x>0인 구간에서 성립하며 굴절률이 상수이므로 경로는 일직선이 된다. x=0,에서 f가 연속이어야 하지만 f' 는 불연속일 수도 있다. 각 범위에서 오일러-라그랑주 방정식에서 부분적분을 하면 일계 변분은
{\displaystyle \delta A[f_{0},f_{1}]=f_{1}(0)\left[n_{-}{\frac {f_{0}'(0_{-})}{\sqrt {1+f_{0}'(0_{-})^{2}}}}-n_{+}{\frac {f_{0}'(0_{+})}{\sqrt {1+f_{0}'(0_{+})^{2}}}}\right].\,}
이 된다.
{\displaystyle n_{-}}에 곱해진 항은 입사각의 sine값이며 {\displaystyle n_{+}}에 곱해진 항은 굴절각의 sine이다. 굴절의 스넬의 법칙은 이 두항이 같아야 한다는 것이다. 즉, 스넬의 법칙은 광로의 일계 변분이 사라지는 것과 동치이다.

### 작용 원리
고전역학에서 작용 S는 라그랑지안 L의 시간에 대한 적분으로 정의된다. 라그랑지안은 에너지의 차이이다.
{\displaystyle L=T-U,\,}
T는 역학계의 운동에너지이고 U는 퍼텐셜 에너지이다. 해밀턴의 원리 (또는 작용 원리)는 보존계는 작용 적분
{\displaystyle S=\int _{t=t_{0}}^{t_{1}}L(x,{\dot {x}},t)dt\,}
이 경로 x(t)에 대해 정류값을 갖도록 운동한다는 것이다.
이런 역학계의 오일러-라그랑주 방정식은 라그랑주 방정식이라 불린다.
{\displaystyle {\frac {d}{dt}}{\frac {\partial L}{\partial {\dot {x}}}}={\frac {\partial L}{\partial x}},\,}
이는 뉴턴의 운동 방정식과 동치이다.
운동량 P는 다음과 같이 정의된다.
{\displaystyle p={\frac {\partial L}{\partial {\dot {x}}}}.\,}
예로
{\displaystyle T={\frac {1}{2}}m{\dot {x}}^{2},\,}
이면
{\displaystyle p=m{\dot {x}}.\,}
해밀턴 역학은 {\displaystyle {\dot {x}}}대신 운동량이 도입되고, 라그랑지안 L이 다음과 같이 정의된 해밀토니안 H으로 대채될 때 유도된다.
{\displaystyle H(x,p,t)=p\,{\dot {x}}-L(x,{\dot {x}},t).\,}
해밀토니안은 계의 역학적 에너지이다 : H = T + U.

## 참고 문헌
- Chapter 8: Calculus of Variations, from Optimization for Engineering Systems, by Ralph W. Pike, Louisiana State University.

## 같이 보기
- 오일러-라그랑주 방정식